# Muttner Horn
Muttner Horn är en bergstopp i Schweiz.   Den ligger i regionen Viamala i kantonen Graubünden, i den östra delen av landet, 160 km öster om huvudstaden Bern. Toppen på Muttner Horn är 2 401 meter över havet, eller 98 meter över den omgivande terrängen. Bredden vid basen är 0,89 km.
Terrängen runt Muttner Horn är huvudsakligen mycket bergig. Närmaste större samhälle är Bonaduz, 19,1 km norr om Muttner Horn. 
Trakten runt Muttner Horn består i huvudsak av gräsmarker. Runt Muttner Horn är det glesbefolkat, med 11 invånare per kvadratkilometer.